# HD 208285
HD 208285，又名CD-3118541，SAO 213406、HR 8365，是一颗恒星，视星等为6.41，位于銀經17.01，銀緯-51.66，其B1900.0坐标为赤經21h 50m 5.8s，赤緯-31° -51.66′ 45″。